# Communauté de communes de Cernay et environs
La communauté de communes de Cernay et environs est une ancienne communauté de communes française, située dans le département du Haut-Rhin et la région Alsace.

## Histoire
Le 1er janvier 2013, l'intercommunalité fusionne avec la communauté de communes du Pays de Thann pour former la communauté de communes de Thann-Cernay.

## Composition
Elle regroupait quatre communes :
| Nom            | Code Insee | Gentilé       | Superficie (km2) | Population (dernière pop. légale) | Densité (hab./km2) |
| -------------- | ---------- | ------------- | ---------------- | --------------------------------- | ------------------ |
| Cernay (siège) | 68063      | Cernéens      | 18,04            | 11 723 (2014)                     | 650                |
| Steinbach      | 68322      | Steinbachois  | 6,09             | 1 370 (2014)                      | 225                |
| Uffholtz       | 68342      | Uffholtzois   | 11,91            | 1 661 (2014)                      | 139                |
| Wattwiller     | 68359      | Wattwillerois | 13,61            | 1 681 (2014)                      | 124                |

## Administration

### Siège
Le siège de la communauté de communes était à Cernay, 3 rue de Soultz.

### Liste des présidents
| Période                                    | Période | Identité          | Étiquette    | Qualité                                                         |
| ------------------------------------------ | ------- | ----------------- | ------------ | --------------------------------------------------------------- |
| Syndicat intercommunal à vocation multiple |         |                   |              |                                                                 |
| Les données manquantes sont à compléter.   |         |                   |              |                                                                 |
| 1977                                       | 1983    | Pierre Tritsch    | RPR          | Maire de Cernay (1973 → 1995)                                   |
| Les données manquantes sont à compléter.   |         |                   |              |                                                                 |
| 1989                                       | 1995    | Pierre Tritsch    | RPR          | Maire de Cernay (1973 → 1995)                                   |
| 1995                                       | 1997    | Alain Blosenhauer |              | Maire de Steinbach (1989 → 2001)                                |
| Communauté de communes                     |         |                   |              |                                                                 |
| 1997                                       | 2001    | Alain Blosenhauer |              | Maire de Steinbach (1989 → 2001)                                |
| 2001                                       | 2012    | Michel Sordi      | RPR puis UMP | Maire de Cernay (1995 → 2012) Député du Haut-Rhin (2002 → 2017) |

### Sources
- le splaf
- la base aspic